# Starsailor
Starsailor est un groupe de rock anglais formé en 2000 à Chorley dans le Lancashire. En 2005, le groupe avait enregistré trois albums et dix de leurs singles avaient occupé le Top 40 de ventes de disques au Royaume-Uni. Le groupe s'est fait connaitre en France avec la chanson Four to the Floor en 2004.

## Histoire du groupe
Ils ont choisi le nom de leur groupe en hommage à l'album Starsailor de Tim Buckley (même s'ils ne jouent pas le même genre de musique)

## Membres du groupe
Au début 2006, le groupe est constitué de :
- James Walsh - né le 10 juin, 1980, à Chorley, Lancashire - (Guitare / Chant)
- James ‘Stel’ Stelfox - né le 23 mars 1976 à Warrington, Lancashire - (Basse)
- Ben Byrne - né à le 8 mars 1977 à Warrington, Lancashire - (Batterie)
- Barry Westhead - né le 13 mai 1977 à Wigan, Lancashire - (Piano)

## Discographie

### Albums studio
- 2001 - Love Is Here (2001 au Royaume-Uni – 2002 dans le monde); n°2 UK, n°129 US
- 2003 - Silence Is Easy (2003 au Royaume-Uni –2004 dans le monde); n°2 UK (deux chansons sont produites par Phil Spector)
- 2005 - On The Outside n°13 UK
- 2009 - All The Plans
- 2017 - All This Life (en)
- 2024 - Where the Wild Things Grow

### Compilations / Live / Rééditions
- 2015 - Good Souls: The Greatest Hits (inclus 2 inédits "Hold On" et "Give Up The Ghost")
- 2021 - Love Is Here (Réédition 20ème anniversaire inclus l'album original + inédits, raretés, live...)
- 2023 - Silence Is Easy (Réédition 20ème anniversaire inclus l'album original + remixes, live, démos...)

### Singles
De Love Is Here:
- 2001 Fever n°18 UK
- 2001 Good Souls n°12 UK
- 2001 Alcoholic n°10 UK
- 2001 Lullaby n°36 UK
- 2002 Poor Misguided Fool n°23 UK

De Silence Is Easy:
- 2003 Silence is Easy n°9 UK
- 2003 Born Again n°40 UK
- 2004 Four to the Floor (remixé par Thin White Duke), n°24 UK, n°5 en Australie, n°1 en France

De On the Outside:
- 2005 In the Crossfire n°22 UK
- 2006 This Time n°24 UK
- 2006 Keep Us Together n°47 UK

De All The Plans:
- 2009 Tell me it's not over

## Anecdotes
Une de leurs musiques, Way to fall, est présente dans la bande son du jeu Metal Gear Solid 3 : Snake Eater, lors du générique de fin. La casa de papel (saison 5, épisode 9).
Une de leurs musiques, Some of us, est présente dans un épisode de Bones (saison 1, épisode 5).
Une de leurs musiques, Safe at Home, est présente dans un épisode des Frères Scott (saison 6, épisode 24)
Une de leurs musiques, Faith Hope Love, est présente dans un épisode d'Esprits Criminels (saison 2, épisode 5)
Une de leurs musiques, I Don’t Know, est présente dans un épisode de Veronica Mars (saison 2, épisode 14) 
Une de leurs affiches est visible dans le film Le Cercle.